# Stern (Potsdam)
Stern è un quartiere della città tedesca di Potsdam.

## Storia
Il quartiere venne costruito a partire dal 1973 su progetto di un collettivo di architettura guidato da H. Poetzsch, E. Gassauer e H. Janke. Prese il nome dal castello di caccia Stern, posto immediatamente ad est del quartiere.